# Cupa Billie Jean King 2025
Cupa Billie Jean King 2025 marchează cea de-a 62-a ediție a competiției între echipele naționale de tenis feminin, cel mai mare eveniment anual pe echipe din sportul feminin.

## Turneul final al Cupei Billie Jean King
Dată: 16–21 septembrie 2025

Loc: Shenzhen, China 

Suprafață: Hard, interior
| Echipe participante | Echipe participante | Echipe participante | Echipe participante |
| · China (H)         | · Marea Britanie    | · Italia (TH)       | · Japonia           |
| · Kazahstan         | · Spania            | · Ucraina           | · Statele Unite     |
| ------------------- | ------------------- | ------------------- | ------------------- |

### Tabloul principal
|  | Sferturi de finală | Sferturi de finală | Sferturi de finală |  |  | Semifinale | Semifinale | Semifinale |  |  | Finală | Finală | Finală |  |
|  |                    |                    |                    |  |  |            |            |            |  |  |        |        |        |  |
|  | 1                  | Italia             |                    |  |  |            |            |            |  |  |        |        |        |  |
|  | 1                  | Italia             |                    |  |  |            |            |            |  |  |        |        |        |  |
|  |                    | China              |                    |  |  |            |            |            |  |  |        |        |        |  |
|  |                    |                    |                    |  |  |            |            |            |  |  |        |        |        |  |
|  |                    |                    |                    |  |  |            |            |            |  |  |        |        |        |  |
|  |                    |                    |                    |  |  |            |            |            |  |  |        |        |        |  |
|  | 4                  | Spania             |                    |  |  |            |            |            |  |  |        |        |        |  |
|  | 4                  | Spania             |                    |  |  |            |            |            |  |  |        |        |        |  |
|  |                    | Ucraina            |                    |  |  |            |            |            |  |  |        |        |        |  |
|  |                    |                    |                    |  |  |            |            |            |  |  |        |        |        |  |
|  |                    |                    |                    |  |  |            |            |            |  |  |        |        |        |  |
|  |                    |                    |                    |  |  |            |            |            |  |  |        |        |        |  |
|  |                    | Kazahstan          |                    |  |  |            |            |            |  |  |        |        |        |  |
|  |                    |                    |                    |  |  |            |            |            |  |  |        |        |        |  |
|  | 3                  | Statele Unite      |                    |  |  |            |            |            |  |  |        |        |        |  |
|  | 3                  | Statele Unite      |                    |  |  |            |            |            |  |  |        |        |        |  |
|  |                    |                    |                    |  |  |            |            |            |  |  |        |        |        |  |
|  |                    |                    |                    |  |  |            |            |            |  |  |        |        |        |  |
|  |                    | Japonia            |                    |  |  |            |            |            |  |  |        |        |        |  |
|  |                    |                    |                    |  |  |            |            |            |  |  |        |        |        |  |
|  | 2                  | Regatul Unit       |                    |  |  |            |            |            |  |  |        |        |        |  |

### Runda de calificare la Turneul final
Dată: 10-13 aprilie 2025

Locuri de desfășurare: Pat Rafter Arena, Brisbane, Australia (hard, exterior) 

RT Torax Arena, Ostrava, Cehia (hard, interior) 

Ariake Colosseum, Tokyo, Japonia (hard, interior) 

Sportcampus Zuiderpark, Haga, Țările de Jos (zgură, interior) 

Radomskie Centrum Sportu, Radom, Polonia (zgură, interior) 

Peugeot Arena, Bratislava, Slovacia (hard, interior) 

Format: Round-robin – 6 grupe de 3 echipe
|  | Calificat pentru turneul final |

G = Grupă, T = Întâlniri, M = Meciuri, S = Seturi, (H) = Gazdă
| G | Locul 1          | Locul 1 | Locul 1 | Locul 1 | Locul 2           | Locul 2 | Locul 2 | Locul 2 | Locul 3   | Locul 3 | Locul 3 | Locul 3 |
| G | Țară             | T       | M       | S       | Țară              | T       | M       | S       | Țară      | T       | M       | S       |
| - | ---------------- | ------- | ------- | ------- | ----------------- | ------- | ------- | ------- | --------- | ------- | ------- | ------- |
| A | Japonia (H)      | 2–0     | 5–1     | 11–4    | Canada            | 1-1     | 4-2     | 9-5     | România   | 0–2     | 0–6     | 1–12    |
| B | Spania           | 2–0     | 5–1     | 10–3    | Cehia [2] (H)     | 1–1     | 3–3     | 6–6     | Brazilia  | 0–2     | 1–5     | 3–10    |
| C | Statele Unite    | 2–0     | 5–1     | 10–2    | Slovacia [3] (H)  | 1–1     | 4–2     | 8–6     | Danemarca | 0–2     | 0–6     | 2–12    |
| D | Kazahstan        | 2–0     | 5–1     | 10–3    | Australia [4] (H) | 0–1     | 1–2     | 2–4     | Columbia  | 0–1     | 1–2     | 1–6     |
| E | Ucraina          | 2–0     | 5–1     | 10–3    | Polonia [5] (H)   | 1–1     | 3–3     | 6–8     | Elveția   | 0–2     | 1–5     | 5–10    |
| F | Regatul Unit [6] | 2–0     | 4–2     | 8–6     | Țările de Jos (H) | 1–1     | 4–2     | 9–5     | Germania  | 0–2     | 1–5     | 4–10    |

## Billie Jean King Cup play-off
Dată: noiembrie 2025
Douăzeci și una de echipe vor juca pentru șapte locuri în turul de calificare din 2026, în format tur-retur (7 grupe a câte 3 echipe).
|  | Rundă calificare 2026 |

G = Grupă, T = Întâlniri, M = Meciuri
| G | Locul 1           | Locul 1 | Locul 1 | Locul 2   | Locul 2 | Locul 2 | Locul 3       | Locul 3 | Locul 3 |
| G | Țară              | T       | M       | Țară      | T       | M       | Țară          | T       | M       |
| - | ----------------- | ------- | ------- | --------- | ------- | ------- | ------------- | ------- | ------- |
| A | Canada [1]        |         |         | Mexic (H) |         |         | Danemarca     |         |         |
| B | Polonia [2] (H)   |         |         | România   |         |         | Noua Zeelandă |         |         |
| C | Slovacia [3]      |         |         | Elveția   |         |         | Argentina (H) |         |         |
| D | Cehia [4]         |         |         | Columbia  |         |         | Croația (H)   |         |         |
| E | Australia [5] (H) |         |         | Brazilia  |         |         | Portugalia    |         |         |
| F | Germania [6] (H)  |         |         | Belgia    |         |         | Turcia        |         |         |
| G | Țările de Jos [7] |         |         | Slovenia  |         |         | India (H)     |         |         |